# Хинкали
Хинкали (на грузински: ხინკალი) е ястие, характерно за грузинската кухня. Представява дъмплинги с месо, главно говеждо, свинско или агнешко, сервирани с варено месо, бульон и сос. В традиционните хинкали месото е едро смляно.
Хинкалите произхождат от планинските райони на Грузия: Пшави, Мтиулети и Хевсурети. В днешни дни са разпространени в цяла Грузия и в кавказкия регион. Хинкалите са едно от най-узнаваемите и популярни грузински ястия. Не бива да се бъркат с дагестанското и азербайджанското ястие хинкал, което е съвършенно друг продукт.
Хинкалите се ядат само с ръце. Хваща се „торбичката“ за опашката с палец и показалец, отхапва се малко парче и се изпива целият бульон на малки глътки. След това обвивката от тестото и пълнежът се изяждат. Това обикновено се прави на няколко хапки, тъй като размерът на грузинските хонкали обикновено е доста голям. Опашката не се консумира.
Понякога в ресторантите поръчват сос за хинкали, например пикантен „Ткемали“ или сладникав сос от нар „Наршараб“. Това обаче изобщо не е необходимо, тъй като хинкалите са самодостатъчно ястие, което не изисква допълнителен сос и подправки.
Хинкалите се консумират с чача или водка, виното не е за предпочитане.